# Eurystomina minutisculae
Eurystomina minutisculae is een rondwormensoort uit de familie van de Enchelidiidae.